# Le Sauveur de Noël (téléfilm)
Pour l’article homonyme, voir Le Sauveur de Noël.
Série
Le Sauveur de Noël
(2009) Le Sauveur d'Halloween
(2011)
Pour plus de détails, voir Fiche technique et Distribution.
Le Sauveur de Noël 2 (The Dog Who Saved Christmas Vacation) est un téléfilm de Noël américain de Noël réalisé par Michael Feifer et Peter Sullivan, diffusé depuis le 28 novembre 2010.

## Synopsis
La famille Bannister et leur chien Zeus partent en vacances de Noël dans une superbe station de ski. Mais, ils ne sont pas au courant que Ted et Stewey, des voleurs qui ont déjà cambriolé leur maison l'année dernière, sont également dans le même club de vacances. Ces deux malfaiteurs ont pour objectif de voler un collier en diamant très précieux ! Heureusement, Zeus est là pour les garder à l'œil. C'est un labrador très drôle et qui a l'expérience d'un ancien chien policier. Il ne laissera pas les voleurs filer facilement !

## Fiche technique
- Titre : Le Sauveur de Noël
- Titre original : The Dog Who Saved Christmas Vacation
- Réalisation : Michael Feifer
- Scénario : Richard Gnolfo et Michael Ciminera
- Musique : Adres Boulton et Chad Rehmann
- Costumes : Alicia Joy Rydings
- Société de production : Hybrid Productions, Barnholtz Entertainment et ARO Entertainment
- Durée : 89 min (1h30)
- Pays d'origine :  États-Unis

## Distribution
- Lana : Zeus
- Mario López (VF : Sébastien Desjours) : Zeus (voix)
- Dean Cain (VF : Emmanuel Curtil) : Ted Stein
- Paris Hilton : Bella (voix)
- Gary Valentine : George Bannister
- Elisa Donovan (VF : Marianne Leroux) : Belinda Bannister
- Casper Van Dien : Randy
- Joey Diaz (en) : Stewey McMann
- Kayley Stallings : Kara Bannister
- Brennan Bailey : Ben Bannister
- Beth Shea : Missy
- Carlson Young : London James
- Mindy Sterlings : La grand-mère
- David O'Donnell : Sortherby
- Catherine Oxenberg : Dottle
- Adrienne Barbeau : Mildred
- Barry  Barnholtz : Russel
- Celeste Van Dien : Fille de Randy 1
- Maya Van Dien : Fille de Randy 2
- Grace Van Dien : Fille de Randy 3
- Diane Healey : Système GPS (voix)

 Source et légende : version française (VF) sur RS Doublage

## Distinctions[2]
| Année | Récompenses                     | Catégorie              | Nomination             | Résultat   |
| ----- | ------------------------------- | ---------------------- | ---------------------- | ---------- |
| 2011  | TV Movie, Miniseries or Special | Meilleur jeune artiste | Brennan Bailey         | Lauréat    |
| 2011  | TV Movie, Miniseries or Special | Meilleur jeune artiste | Michael William Arnold | Nomination |